# Hilding Hallnäs
Hilding Hallnäs (24. maj 1903 i Halmstad – 11. september 1984 i Stockholm) var en svensk komponist og kirkemusiker.
Han skrev i alt 7 symfonier, en del vokalmusik, kammermusik, klaverstykker og et antal orgelværker. Gennem mere end 30 år var han organist i "Johannesbergs församling" i Göteborg (1933-1968). Hallnäs blev i 1934 gift med skuespilleren Gun Holmquist.

## Værker

### Orkestermusik
- 7 symfonier
- Violakoncert (1978)

### Orgel
- Fantasi (1936)
- Fantasi og præludium over koralen Se, vi gå upp till Jerusalem (1957)
- Pietà (1962)
- Orgelsonate nr 1 – De profundis (1965)
- Passionsmusik – Musica dolorosa (1968)
- Canticum för Schnitgerorgeln (1975)
- Orgel sonate nr 2 (1977)

### Kammermusik
- Violasonate Op. 19 (1943), for viola og piano, skrevet til Sten Broman
- Legend (1945), for viola og piano

### Kantate
- Cantata solemnis (1971), for sopran, baryton, blandet kor og orgel (tekst Bo Setterlind – "Här är mörkret, där är ljuset")